# Kristina Riis-Johannessen
Kristina Riis-Johannessen (* 5. März 1991 in Oslo) ist eine ehemalige norwegische Skirennläuferin. Sie startete in sämtlichen Disziplinen, wobei ihre Stärken im Riesenslalom und im Slalom lagen.

## Biografie
Riis-Johannessen gewann 2004 den Slalom beim Whistler Cup und beim Trofeo Topolino. Nach Erreichen der Altersgrenze bestritt sie Ende November 2006 ihre ersten FIS-Rennen und feierte am 11. März 2007 im FIS-Riesenslalom von Norefjell ihren ersten Sieg. Im folgenden Winter kam sie erstmals Europacup zum Einsatz, konnte sich dabei allerdings nicht in den Punkterängen klassieren. Bis 2011 kam sie zu insgesamt 18 Europacupeinsätzen, wobei ihr bestes Ergebnis ein 15. Rang im Super-G von Kvitfjell am 30. November 2008 war.
2008 wurde sie dreifache Norwegische Juniorenmeisterin in Abfahrt, Super G und Super Kombination und gehörte 2009 und 2010 zum norwegischen Aufgebot für die Juniorenweltmeisterschaften, wo sie als bestes Resultat in der Abfahrt 2009 Rang 18 belegte. Bei norwegischen Meisterschaften gewann sie bislang acht Silber- (Slalom 2009, Super G 2009 bis 2011, Abfahrt 2009 und 2010, Super Kombination 2009 und 2010) sowie drei Bronzemedaillen (Super Kombination 2008, Slalom 2011, Abfahrt 2011).
2011 begann Riis-Johannessen ein Studium der Business Administration an der University of Vermont und war daher seit der Saison 2011/12 nahezu ausschließlich bei Rennen in Nordamerika am Start. Im Dezember 2011 stand sie als Dritte des Slaloms von Panorama erstmals bei einem Nor-Am-Cup-Rennen auf dem Podest, der erste Sieg in dieser Rennserie gelang ihr am 17. Dezember 2013 beim Slalom in Vail. In der Saison 2015/16 gehörte sie dem norwegischen Europacupteam an, blieb verletzungsbedingt aber den gesamten Winter ohne Einsatz.
2016/17 nahm Riis-Johannessen wieder an Wettkämpfen teil und gewann am 10. Dezember 2016 mit der Kombination in Kvitfjell erstmals ein Europacuprennen. Im Verlaufe der Europacupsaison 2016/17 erzielte sie neun weitere Podestplatzierungen, darunter drei Siege, womit sie die Gesamtwertung für sich entschied. Am 29. Dezember 2016 debütierte sie beim Slalom am Semmering im Weltcup, schied jedoch im ersten Durchgang aus. Im Februar 2017 nahm sie an den Weltmeisterschaften in St. Moritz teil und erreichte dort als bestes Ergebnis Rang 21 im Super G. Die ersten Weltcuppunkte gewann sie am 10. März 2017 mit Platz 24 im Riesenslalom von Squaw Valley.
Bei den Weltmeisterschaften 2021 in Cortina d’Ampezzo gewann sie die Goldmedaille im Mannschaftswettbewerb. Ihre einzige Top-Ten-Platzierung im Weltcup erreichte sie zu Ende der Saison 2020/21, als sie beim Slalom im schwedischen Åre auf Platz sieben fuhr. Am 27. November 2021 gab sie nach wenigen Rennen der Saison 2021/22 ihr Karriereende bekannt.

## Erfolge

### Weltmeisterschaften
- St. Moritz 2017: 21. Super G, 29. Abfahrt, 31. Riesenslalom
- Cortina d’Ampezzo 2021: 1. Mannschaft

### Weltcup
- 1 Platzierung unter den besten zehn in Einzelrennen
- 1 Sieg bei Mannschaftswettbewerben

### Weltcupwertungen
| Saison  | Gesamt | Gesamt | Riesenslalom | Riesenslalom | Slalom | Slalom |
| Saison  | Platz  | Punkte | Platz        | Punkte       | Platz  | Punkte |
| ------- | ------ | ------ | ------------ | ------------ | ------ | ------ |
| 2016/17 | 114.   | 7      | –            | –            | 46.    | 7      |
| 2019/20 | 86.    | 33     | –            | –            | 28.    | 33     |
| 2020/21 | 51.    | 107    | 18.          | 107          | –      | –      |

### Nor-Am Cup
- Saison 2011/12: 7. Slalomwertung
- Saison 2013/14: 3. Slalomwertung, 7. Riesenslalomwertung
- Saison 2014/15: 10. Gesamtwertung, 5. Slalomwertung
- Saison 2019/20: 3. Kombinationswertung
- 7 Podestplätze, davon 1 Sieg:

| Datum             | Ort  | Land | Disziplin |
| ----------------- | ---- | ---- | --------- |
| 17. Dezember 2013 | Vail | USA  | Slalom    |

### Europacup
- Saison 2016/17: 1. Gesamtwertung, 2. Super G-Wertung, 3. Kombinationswertung, 4. Riesenslalomwertung, 5. Abfahrtswertung
- 11 Podestplätze, davon 5 Siege:

| Datum             | Ort       | Land       | Disziplin    |
| ----------------- | --------- | ---------- | ------------ |
| 10. Dezember 2016 | Kvitfjell | Norwegen   | Kombination  |
| 16. Januar 2017   | Zinal     | Schweiz    | Riesenslalom |
| 24. Januar 2017   | Davos     | Schweiz    | Abfahrt      |
| 1. Februar 2017   | Châtel    | Frankreich | Super-G      |
| 21. Februar 2020  | Sarntal   | Italien    | Kombination  |

### Juniorenweltmeisterschaften
- Garmisch-Partenkirchen 2009: 18. Abfahrt
- Mont Blanc 2010: 45. Super G

### Weitere Erfolge
- 24 Siege in FIS-Rennen
- dreifache Norwegische Juniorenmeisterin (Super G 2008, Abfahrt 2008, Super Kombination 2008)